# Josef Klingler
Josef Klingler (* 27. April 1934 in Wildschönau; † 20. August 2010) war ein österreichischer Bildungswissenschafter und Rektor der Universität für Bildungswissenschaften in Klagenfurt.

## Leben
Nach der achtklassigen Volksschule absolvierte Klingler die Innsbrucker Lehrerbildungsanstalt. Nach Abschluss dieser Ausbildung arbeitete Josef Klinger von 1953 bis 1955 als Volksschullehrer, ehe er 1956 an die Hauptschule Innsbruck-Hötting wechselte. Im gleichen Jahr nahm er an der Universität Innsbruck ein Pädagogikstudium auf. Nach seiner Promotion lehrte Klingler an der Pädagogischen Akademie Feldkirch und am Berufspädagogischen Institut Innsbruck, ehe er 1970 der gerade gegründeten Hochschule für Bildungswissenschaften in Klagenfurt dienstzugeteilt wurde.
1974 habilitierte er sich dort mit der Arbeit „Vor dem Schulsystem sind alle Kinder gleich? Zur gewaltsam geschaffenen Gerechtigkeit von Leistungsmessung und Auslese“ und wurde zum Professor für Schulpädagogik berufen. Josef Klingler wurde 1977 zum Rektor der nunmehrigen Universität für Bildungswissenschaften gewählt und übte dieses Amt bis 1979 aus. Danach war er immer wieder in verschiedenen akademischen Funktionen tätig, etwa als Institutsvorstand des Instituts für Schulpädagogik und Sozialpädagogik und von 1990 bis 1998 als Vorsitzender der Studienkommission Pädagogik. Auch nach seiner Emeritierung im Jahr 2002 blieb Josef Klingler der Universität Klagenfurt als Lehrender verbunden. Außeruniversitär war Klingler in der Erwachsenenbildung tätig, unter anderem für das österreichische Innenministerium.
Josef Klingler war verheiratet und Vater von acht Kindern.

## Auszeichnungen
Im Jahr 2008 wurde Klingler für seine Verdienste um „den Ausbau und die Gestaltung der Universität Klagenfurt als gesellschaftlich bedeutende und bildende Institution“ der Ehrenring der Universität verliehen.

## Schriften
- Soziale Probleme der Pflichtschullehrer. Ein empirischer Beitrag zur Soziologie des Lehrberufes. Pädagogischer Verlag Ketterl, Wien 1971.
- Erhebung zur Situation der Jugend in Tirol. Amt der Tiroler Landesregierung, Innsbruck 1977.
- Ausgangspunkte der Zukunft. 2. Auflage. Amt der Tiroler Landesregierung, Innsbruck 1979.
- Objektivität und Gerechtigkeit bei der Beurteilung von Schülerleistungen. Universitätsverlag Carinthia, Klagenfurt 1982, ISBN 3-85378-198-5.
- Josef Klingler und Peter Posch (Hrsg.): Studierende mit Berufserfahrung – eine Herausforderung für die Universitäten. Beiträge zu einer internationalen Tagung an der Universität für Bildungswissenschaften, Klagenfurt. Böhlau, Wien/Köln/Graz 1986, ISBN 3-205-08143-9.
- Wissenschaft und Menschlichkeit. Eine Einführung in wissenschaftstheoretische Probleme an der Hand von Ignác Fülöp Semmelweis. Hermagoras/Mohorjeva, Klagenfurt/Ljubljana/Wien 2002, ISBN 3-85013-896-8.